# III Zbór Kościoła Chrześcijan Baptystów w Krakowie
III Zbór Kościoła Chrześcijan Baptystów w Krakowie – zbór Kościoła Chrześcijan Baptystów działający w Krakowie. Nabożeństwa i inne spotkania wspólnoty odbywają się w siedzibie zboru zlokalizowanej w budynku na Osiedlu Wysokim 22.

## Historia
Geneza powstania zboru sięga grupy wiernych utworzonej w II połowie lat 80. XX wieku na terenie Miasteczka Studenckiego AGH, która powstała dzięki działalności misjonarskiej prowadzonej tam przez osoby pochodzące ze Stanów Zjednoczonych oraz Finlandii. W 1996 pastorem przełożonym wspólnoty został Krzysztof Krajewski, który w 1992 ukończył Szkołę Biblijną w Krakowie, a następnie w 1995 przybył do Stanów Zjednoczonych, gdzie brał udział w zajęciach kolejnej szkoły biblijnej i przyjął tam ordynację pastorską.
W 2008 wspólnota stała się częścią Kościoła Chrześcijan Baptystów w RP i od stycznia 2009 rozpoczęła funkcjonowanie jako placówka Kraków-Nowa Huta. W późniejszym okresie spotkania placówki odbywały się w kaplicy „Betlejem” przy ul. Lubomirskiego 7a, należącej do zboru zielonoświątkowego. W 2018 pozyskano lokal w budynku na Osiedlu Wysokim 22, dokąd przeniesiona została jej siedziba.

## Działalność
Nabożeństwa prowadzone są w każdą niedzielę. W trakcie ich trwania odbywają się szkółki niedzielne. Mają miejsce również spotkania młodych liderów, zbiórki harcerskie oraz „Owocne Spotkania” dla kobiet i studium biblijne. Funkcjonuje zespół muzyczny, grupa młodzieżowa „OW22”, Grupa Odnowy „KAIROS” i Bractwo Serca.